# Blažovice
Blažovice (deutsch Bläswitz, auch Blasowitz) ist eine Gemeinde in Tschechien. Sie liegt 13 Kilometer östlich des Stadtzentrums von Brno und gehört zum Okres Brno-venkov. Auf den Fluren der Gemeinde fand 1805 die Schlacht von Austerlitz statt.

## Geographie
Blažovice befindet sich zwischen dem Drahaner Bergland und dem Steinitzer Wald in den Ausläufern der Thaya-Schwarza-Talsenke am Bach Romza. Nördlich führt die Autobahn D 1 vorbei, deren nächste Ausfahrt 210 bei Holubice liegt.
Bis Blažovice führt die Eisenbahnstrecke Brno-Blažovice sowie die Bahnlinien in Richtung Vyškov und Bučovice.
Nachbarorte sind Tvarožná im Norden, Kruh und Holubice im Nordosten, Křenovice im Südosten, Zbýšov im Süden, Prace und Ponětovice im Südwesten sowie Jiříkovice im Westen.

## Geschichte
Archäologische Funde belegen eine Besiedlung der Gemeindefluren seit der Steinzeit. Die größte Entdeckung waren auf dem Gelände der alten Ziegelei 28 Körpergräber aus der Glockenbecherkultur, auf die Zeit um 3000 v. Chr. datiert wurden.
Die erste urkundliche Erwähnung erfolgte 1131 in einem Besitzverzeichnis des Bistums Olmütz. 1317 stiftete Katharina von Lomnitz, geb. von Deblín, dem Dominikanerkloster in Alt Brünn neben anderen Dörfern auch Velké und Malé Blažovice.
1725 wurde der Blasowitzer Hof durch das Kloster der Hl. Anna in Brünn neu aufgebaut. Die Oberin Beatrix Luxenthal ließ aus diesem Anlass eine in deutscher Schrift verfasste Gedenktafel fertigen, die erhalten blieb. Bis zur Auflösung des Klosters im Zuge der Josephinischen Reformen von 1782 gehörte Blasowitz zu den Klostergütern.
Am 2. Dezember 1805 lag Blasowitz im nordöstlichen Teil des Schlachtfeldes der Dreikaiserschlacht. Das Dorf wurde dabei verwüstet. Auf den Fluren und im Dorfe blieben nach dem Kampf zerfetzte Leiber der Gefallenen zurück. Am 22. November 1822 kaufte Franz Graf Dietrichstein-Proskau das Gut Blaziowitz von der Staatsgüteradministration und schlug es der Allodialherrschaft Sokolnitz zu. Damals war die Sprache in Sokolnitz "durchaus Mährisch", während in Bläswitz "theils mährisch, theils teutsch" gesprochen wurde. Letzte Grundherren waren die Grafen Mitrovský. Im Jahre 1934 wurde die Kirche fertiggestellt.

## Gemeindegliederung
Für die Gemeinde Blažovice sind keine Ortsteile ausgewiesen.

## Sehenswürdigkeiten
- Kirche des Allerheiligsten Herzen des Herrn, erbaut 1934 nach Plänen von Metoděj Zoubek
- Glockenturm, errichtet 1831–1832
- Dreikaiserdenkmal auf den alten Weinbergen (Staré vinohrady) an der Straße nach Prace, am Ort des Zusammentreffens der französischen und russischen Gardekavallerie während der Schlacht bei Austerlitz
- Marterl an der Straßenkreuzung zwischen Prace, Blažovice, Zbýšov und Křenovice auf den alten Weinbergen, die am 2. Dezember 1805 blutig umkämpft wurden
- Kreuz am alten Welehrader Weg unweit des Marterls, hier befinden sich Massergräber unbekannter Gefallener der Schlacht von Austerlitz
- alte Schmiede, am nördlichen Ortseingang
- Gedenktafel für Šebestián Kubínek

## Söhne und Töchter der Gemeinde
- Šebestián Kubínek (1799–1882), Katholischer Laienapostel, wird in der tschechischen katholischen Kirche als Apostel des Gutes Buches angesehen